# Ko Lanta Yai
Ko Lanta Yai (taj. เกาะลันตาใหญ่) – wyspa na Morzu Andamańskim znajdująca się na zachodnim wybrzeżu Tajlandii w południowej części prowincji Krabi. Powierzchnia wyspy to 81 km², długość 25 km, a szerokość 6 km. Od północy Lanta Yai sąsiaduje z oddzieloną wąskim kanałem wyspą Lanta Noi. 
Według danych z 2012 roku na wyspie mieszka 10 830 mieszkańców, z czego większość to muzułmanie.

## Galeria

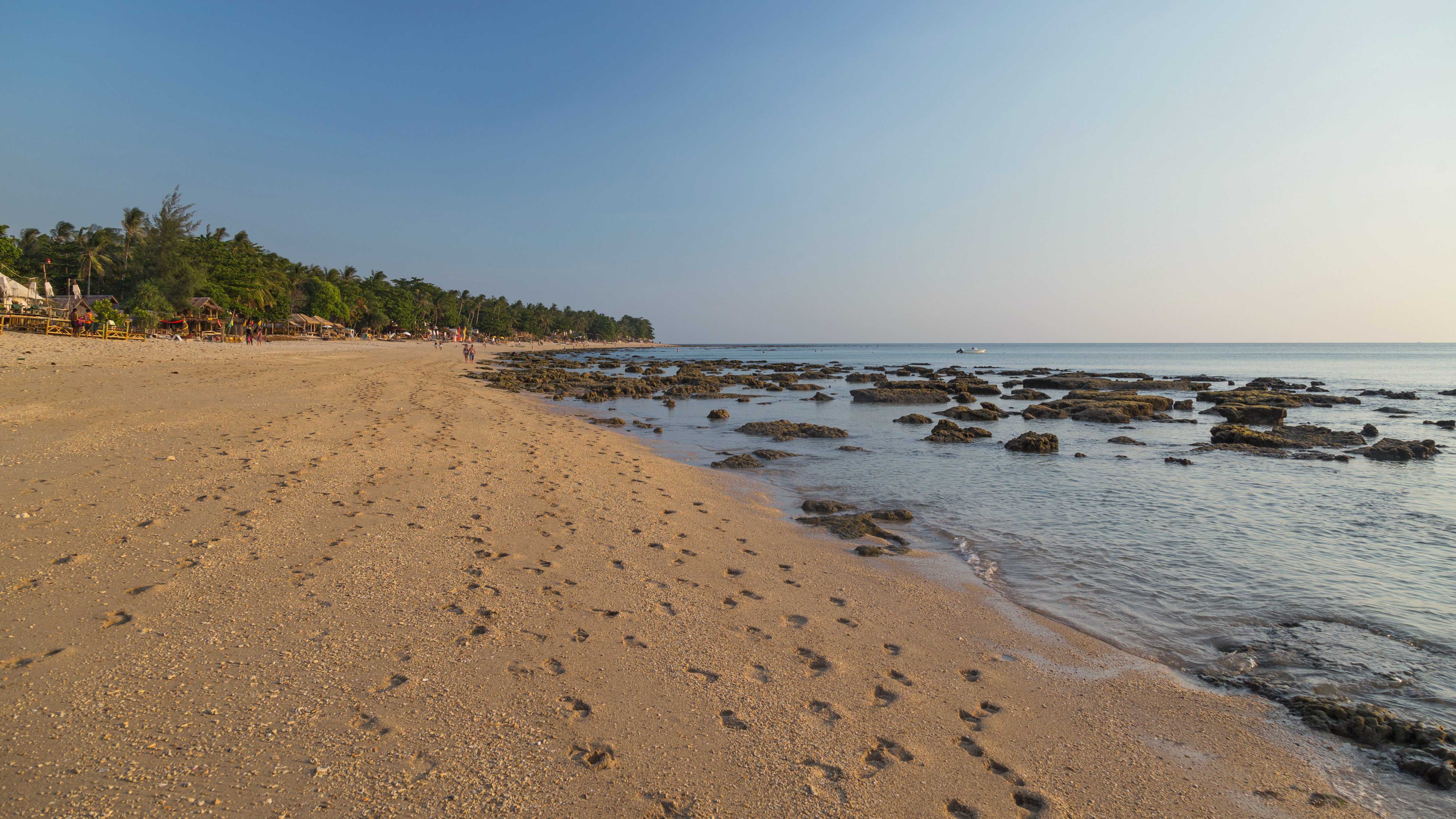
Plaża Klong Khong
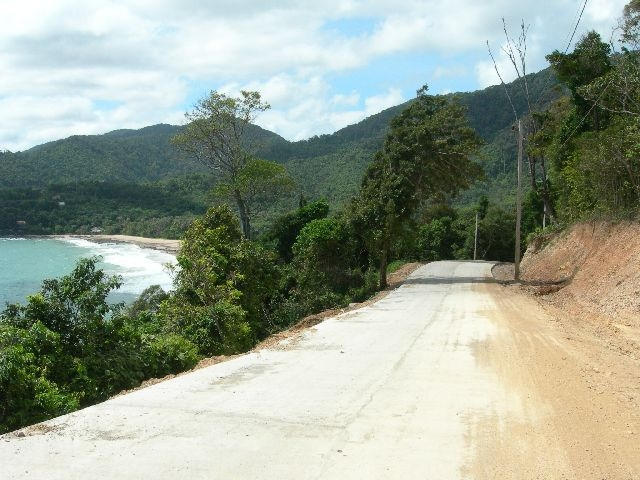
Droga na południowym krańcu wyspy
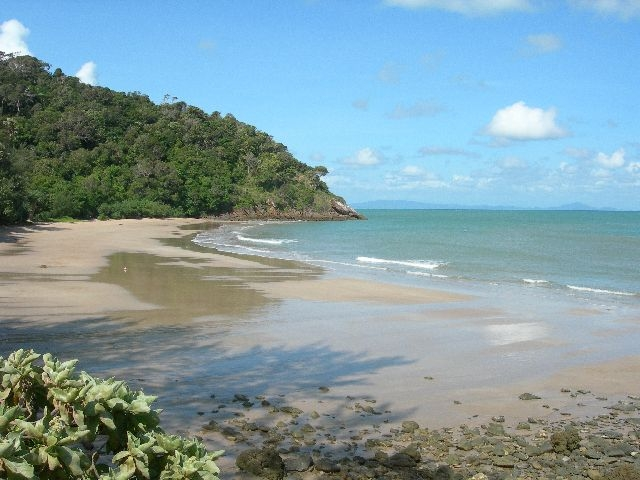
Plaża w Parku Narodowym Mu Ko Lanta
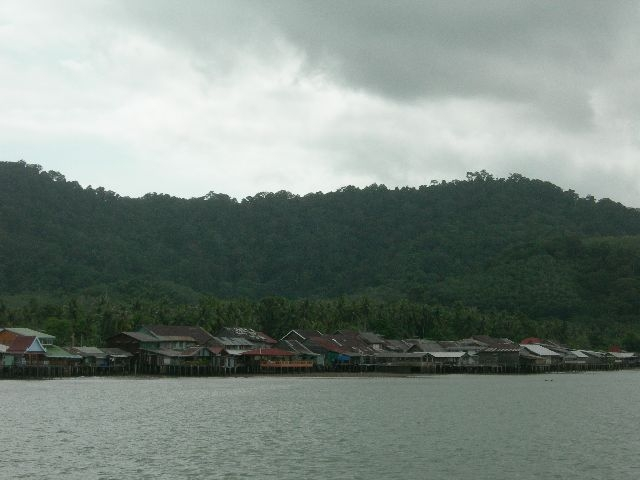
Widok na wioskę rybacką znajdującą się po wschodniej części wyspy